# Allée couverte von Coppières
Die Allée couverte von Copierres (auch Dolmen Vieille Cote genannt) liegt südlich von Montreuil-sur-Epte im äußersten Westen des Département Val-d’Oise, nahe der Grenze zum Département Eure in Frankreich.
Die in den Kalksteinuntergrund eingetiefte Kammer ist etwa 15,3 m lang. Sie besteht aus drei unterschiedlich gebauten, aneinandergefügten Teilen. Der Boden ist über die gesamte Länge gepflastert. Die in Hangrichtung gerichtete Anlage hat ihren Zugang im Nordwesten. Es gibt keine Vorkammer, und die Zugangskonstruktion ist einzigartig.
Die Kammerbreite beträgt 2,12 m – am Zugang nur 1,4 m. Die größte Höhe, am Ende der Anlage, beträgt 2,15 m – am Zugang nur 0,6 m. Die Endplatte ist 2,15 m hoch und 2,4 m breit. Von der Endplatte aus bestehen die Seiten auf einer Länge von etwa 7,5 m aus sieben Orthostaten auf der Nord- und sechs auf der Südseite. Sie haben eine durchschnittliche Höhe von 2,0 m, ihre innere Oberfläche ist gut ausgerichtet und glatt. Im folgenden Teilabschnitt sind die Platten auf einer Länge von etwa 5,0 m schlechter ausgerichtet und ihre graduell abnehmende Höhe beträgt durchschnittlich 1,15 m. Auf den beiden ersten Teilabschnitten wurden die Abstände zwischen den Platten durch gestapeltes Zwischenmauerwerk gebildet. Der letzte 3,3 m lange Abschnitt wird von durchschnittlich 0,6 m hohen, Kalksteinplatten begrenzt, die in einer Apsis unter dem einzigen erhaltenen Deckstein von 0,4 m Dicke enden. Die anderen Decksteine waren in die Kammer gefallen oder wurden zu einem früheren Zeitpunkt entfernt. Die Wände bestehen an vielen Stellen aus einer doppelten Lage von Orthostaten, die sich überlappen.
Das Nordwest-Südost orientierte Galeriegrab wurde von Émile Collin während einer Feldbesichtigung entdeckt. Er veröffentlichte zwei Kurzberichte. 1906 veröffentlichte Adrien de Mortillet (1853–1931) einen ausführlichen Bericht.
Das Galeriegrab wurde 1895 als Monument historique unter Denkmalschutz gestellt.